# Sainte-Lucie (fête)
Pour les articles homonymes, voir Sainte-Lucie (homonymie).
La Sainte-Lucie est une fête ayant lieu le 13 décembre en honneur de la sainte Lucie de Syracuse. Elle marque, avec l'Avent, le début de la saison de Noël. Considérée traditionnellement comme une fête importante dans toute la Chrétienté occidentale, elle est aujourd'hui célébrée en Scandinavie et en Europe septentrionale, particulièrement en Suède (Sankta Lucia en suédois), au Danemark, en Norvège, en Finlande, et en Islande, ainsi qu'en Italie et en Croatie.
La fête correspond au premier jour à partir duquel le soleil se couche plus tard que la veille dans l'hémisphère nord. Le dicton à la « sainte-Luce, le jour avance du saut d'une puce » correspond à cette observation (la forme Luce est employée pour la rime). 
Si le soleil se couche plus tard à partir du 13 décembre, la durée du jour continue cependant de diminuer jusqu'au solstice d'hiver (20-22 décembre), le soleil se levant de plus en plus tard jusque vers les 5-7 janvier.
En Suède, pays où la fête est la plus répandue, elle est originaire du Västergötland, dans le sud-ouest du pays, et s'est progressivement étendue à tout le pays, puis au XXe siècle aux territoires finlandais suédophones comme Åland, et dans une certaine mesure dans d'autres pays tels le Danemark et la Norvège.
Lucie est un prénom venant du mot latin Lux, lucis, désignant la lumière. C'est précisément la lumière qui est à l'honneur lors de ces célébrations. À cette fête, il n'y a pas de cadeaux comme au Noël canadien.

## Fête issue du rite romain
Durant les premiers siècles du Moyen Âge, la fête de sainte Lucie, le 13 décembre, fut une seule fête dans le sanctoral avant la vigile de Noël, célébrée entre les deuxième et troisième dimanches de l'Avent. Plus précisément, il s'agissait de la fête de la naissance au Ciel de cette sainte selon le rite romain : In natale Sanctæ Luciæ. Ainsi, dans l'Antiphonale Missarum Sextuplex publié par Dom René-Jean Hesbert, tous les six manuscrits les plus anciens du chant grégorien présentent leurs textes en faveur de cette fête. D'autres fêtes dans le sanctoral, par exemple celle de saint Thomas, le 21 décembre, n'était autre que la liturgie locale. Cela exprime l'importance de cette fête dans la tradition effectivement ancienne.
En faveur de la célébration de la messe de cette fête, on chantait en grégorien :
- introït : Dilexisti justitiam (psaume 45 (44), 8)  [écouter en ligne avec notation]
- alléluia :  Diffusa est gratia (psaume 45 (44), 3)  [écouter en ligne avec notation]
- offertoire : Offerentur regi virgines (psaume 45 (44), 15)

Il semble qu'à la suite de l'évolution de célébrations durant l'Avent, telles la messe du troisième dimanche de l'Avent, plus récemment celle de l'Immaculée Conception (8 décembre), la gravité de sainte Lucie ait été perdue auprès de l'Église romaine.

## Célébration

### En Scandinavie

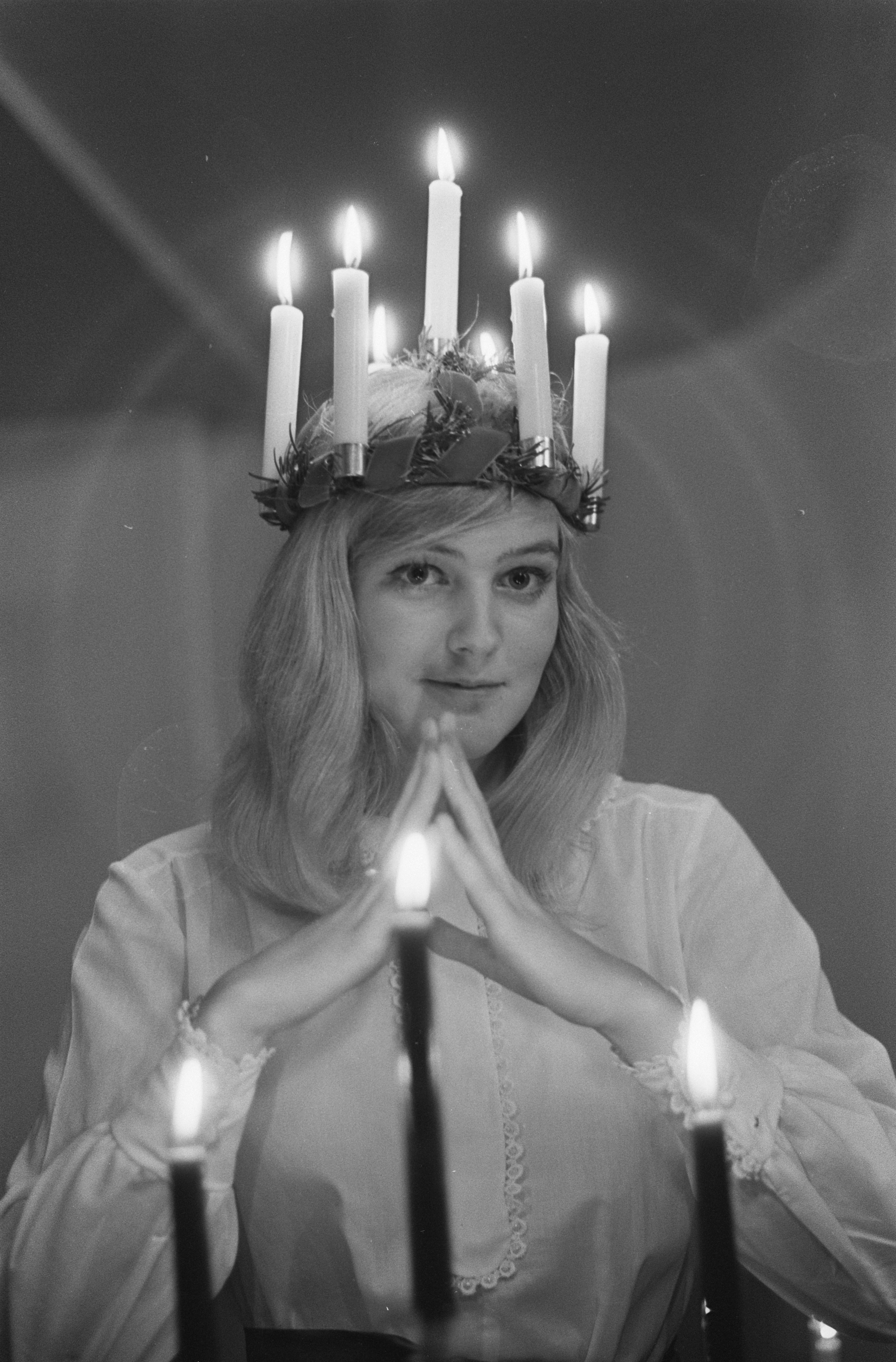
Miss Lucia 1967 à Utrecht.

En Suède, sainte Lucie (appelée Lucia) est vénérée le 13 décembre dans une cérémonie où une fille, élue « Lucia », marche devant une procession de femmes ; elles sont toutes parées de blanc avec ceinture de tissu rouge, la Lucia avec une couronne de bougies et les autres une bougie à la main. Les bougies représentent le feu qui refuse de prendre la vie de sainte Lucie au bûcher, et la ceinture rouge peut-être le martyre de la sainte. Les femmes chantent une chanson de Lucia en entrant dans la pièce ; la mélodie est celle de la chanson napolitaine Santa Lucia, mais où la version napolitaine décrit la belle vue depuis le quartier de Borgo Santa Lucia de Naples, les diverses versions scandinaves parlent de la lumière avec qui Lucia vainc le noir. À la fin de la chanson, la procession poursuit avec chants de Noël ou d'autres chants sur Lucia.
Quand les pays scandinaves étaient encore catholiques, la nuit de Lucia était célébrée comme une fête parmi les autres. Toutefois, la tradition continua même après la Réforme protestante des années 1520 et 1530. Selon le calendrier julien la nuit de Lucia était la plus longue de l'année. C'est probablement pourquoi la fête persiste dans les pays nordiques, les nuits de novembre et décembre étant très longues et sombres avant les premières neiges ; l'idée de la lumière vainquant le noir est alors très bienvenue.

#### Suède

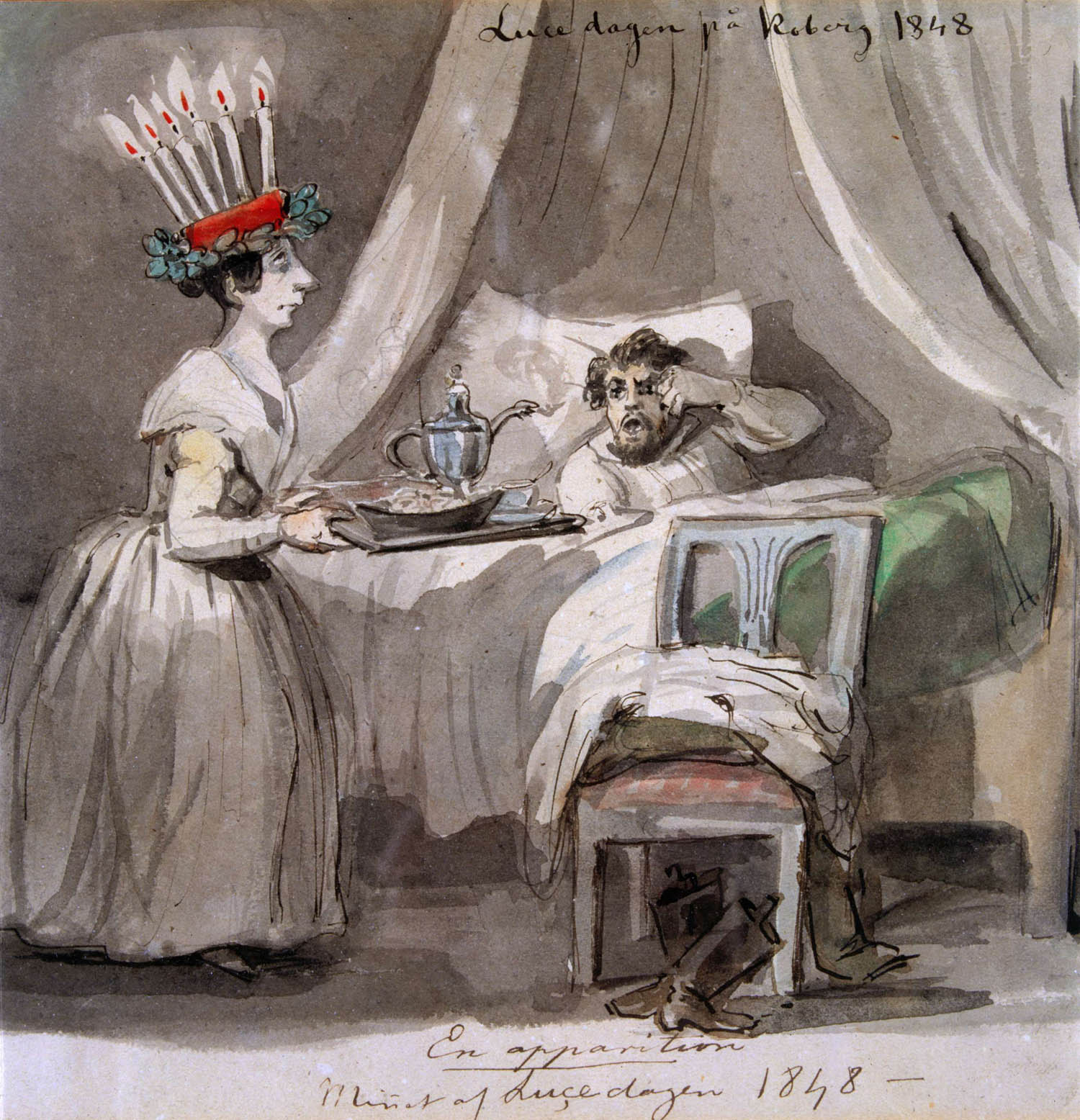
Procession de Lucia en Suède, 1848, Fritz von Dardel.

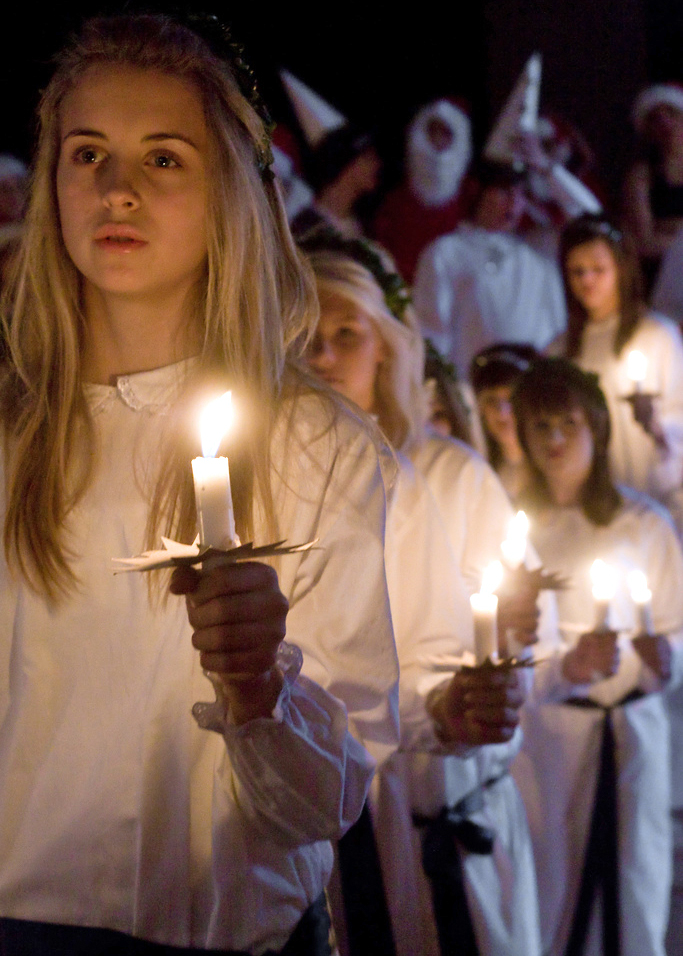
Procession de Lucia en Suède, 2007

Certains tracent le renouveau des célébrations de Lucia en Suède à la tradition allemande protestante de vêtir les filles en Christ enfant (« Kindchen Jesus », « Christkindl ») et leur faire distribuer des cadeaux de Noël. La variante suédoise de cela est le « Kinken Jes », qui commence à apparaître parmi la haute classe moyenne dans les années 1700 : la fille porte une couronne de bougies et distribue des bonbons et petits gâteaux aux enfants. Selon une autre théorie, cette célébration viendrait de vieilles traditions suédoises, rassemblant des « garçons étoilés » (« stjärngossar ») et des anges vêtus de blanc qui iraient chanter des chants de Noël pendant l'Avent et Noël. Quoi qu'il en soit, la tradition actuelle, où une femme ou jeune fille parée de blanc et portant une couronne de bougies apparaît le matin de la fête, vit le jour aux environs du lac Vänern vers la fin du XVIIIe siècle et s'étendit lentement au reste du pays pendant le siècle suivant.
En 1893, le musée de Skansen remet au jour cette ancienne tradition, qu'il considère comme valant d'être préservée. La célébration sous une forme moderne est due à l'initiative en 1927 d'un quotidien de Stockholm (Stockholms Dagblad), qui organise la première procession officielle de Sainte Lucie, avec l'élection d'une Lucia. La pratique se répand ensuite rapidement à travers tout le pays, grâce en particulier à l'influence de la presse locale. Aujourd'hui la plus grande partie des villes suédoises élisent une Lucia chaque année, les écoles élisent une Lucia et ses « tärnor » (demoiselles d'honneur) parmi les étudiantes, et une Lucia nationale est élue parmi celles des différentes régions du pays. Les Lucias régionales visitent des centres commerciaux, des églises et des institutions pour personnes âgées, en chantant et en distribuant des biscuits au gingembre. Il y a eu débat sur la possibilité d'élire une Lucia nationale non-blanche, qui finit en 2000 par l'élection de la première Lucia non-blanche, une fille adoptée.
Il y a des garçons dans les processions, ils jouent un rôle différent, associé à Noël. Certains, les « stjärngossar », sont parés de blanc comme les filles, mais portent un chapeau conique décoré d'étoiles dorées ; d'autres se déguisent en « tomtenissar », portant des lanternes, et d'autres encore peuvent se déguiser en bonhomme de pain d'épices (« Pepparkaksgubb »). Ils participent aux chants et ont un chant ou deux pour eux-mêmes, le plus souvent Staffan Stalledräng, qui raconte l'histoire d'Étienne s'occupant de ses cinq chevaux.

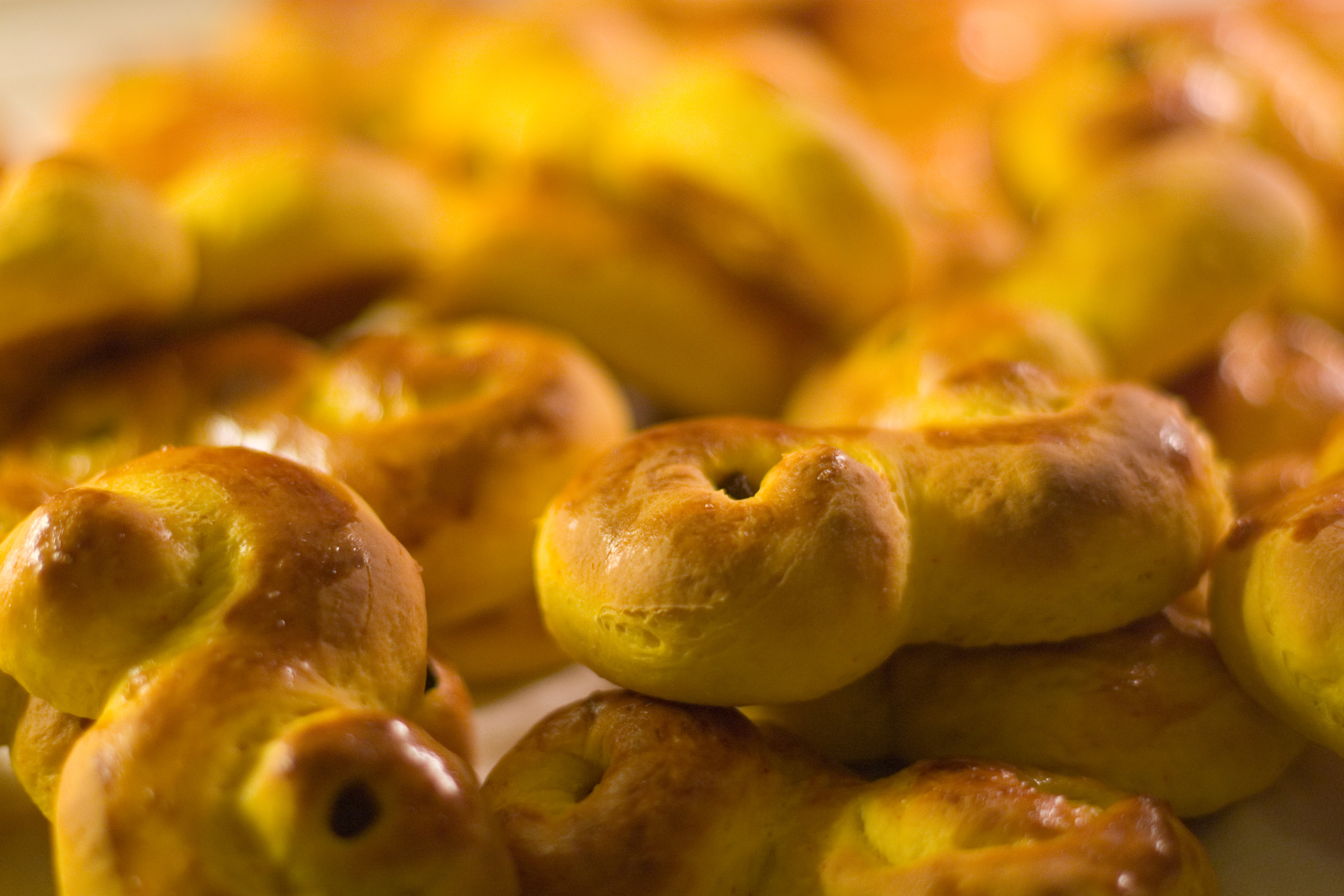
Brioches au safran de Sainte-Lucie (lussekatt).

On mange traditionnellement des brioches au safran (« lussekatt » ou « lussebulle »).
Bien que la Sainte-Lucie ne soit pas un jour férié officiel en Suède, c'est une fête très aimée des Suédois. Le soir et la nuit peuvent être très bruyants, les lycéens en particulier profitant de l'occasion pour faire la fête. Dans les universités, les étudiants tiennent de grands dîners formels, leur dernière chance de faire cela avant que la plupart ne partent retourner en famille pour Noël.
Les paroles suédoises de la chanson napolitaine Santa Lucia sont traditionnellement soit « Natten går tunga fjät » (« La Nuit marche à pas lourds »), ou « Sankta Lucia, ljusklara hägring » (« Sainte Lucie, brillante illusion »). Il existe également une version moderne à paroles plus faciles, pour les enfants : « Ute är mörkt och kallt » (« Dehors il fait noir et froid »).

#### Danemark

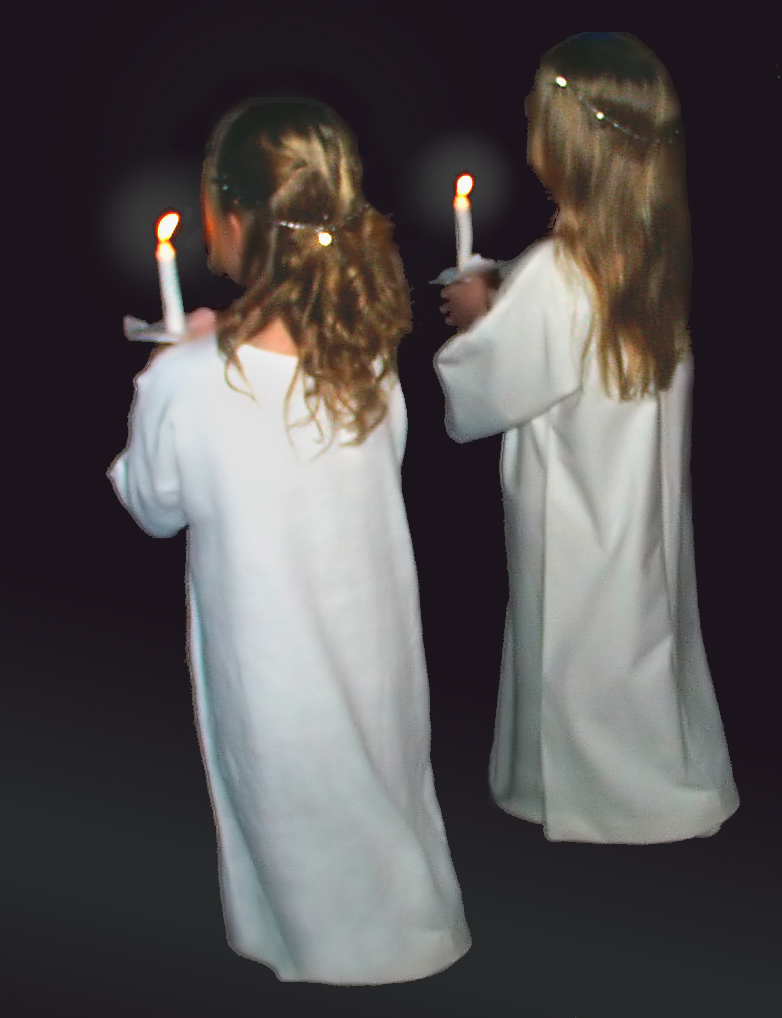
Lucia au Danemark, 2005.

Au Danemark la Sainte-Lucie, appelée « Luciadag », fut célébrée pour la première fois le 13 décembre 1944. La tradition fut directement importée de la Suède par Franz Wend, secrétaire de Föreningen Norden, dans un essai « d'apporter de la lumière en ces temps noirs ». C'était implicitement un acte de protestation passive contre l'occupation du pays par les troupes allemandes nazies, mais la tradition continua au-delà de la fin de la Seconde Guerre mondiale.
Quoique la tradition fut importée de la Suède, au Danemark elle est beaucoup plus centrée sur la religion ; les processions et célébrations se font au sein de l'église locale en conjonction avec Noël. Les écoles et les maternelles fêtent également le jour, mais l'impact de Lucia sur le reste de la société danoise est minime.
Quoiqu'encore peu répandues, il existe plusieurs traditions spécifiquement danoises : la nuit précédente, on allume des bougies et l'on éteint toutes les lumières électriques. Et le dimanche le plus proche du 13 décembre, les Danois vont à l'église.
Les versions danoises de la chanson napolitaine reflètent clairement les liens plus étroits avec le christianisme dans ce pays. « Sankta Lucia » de Holger Lissners, datant de 1982, est la version la plus connue.

### En Italie
Lucie est la sainte patronne de Syracuse (Sicile), sa ville natale. La célébration principale se déroule le 13 décembre, mais aussi en mai. En Sicile et parmi la diaspora sicilienne, on mange la cucciá, une bouillie de blé, pour rappeler le miracle où Lucie écarta la famine.
Sainte Lucie est également populaire parmi les enfants du nord-est de l'Italie, particulièrement Trente, Lombardie orientale (Bergame, Brescia, Crémone, Mantoue), Vénétie (Vérone), et Émilie-Romagne (Parme, Plaisance et Reggio d'Émilie). Elle donne des cadeaux aux enfants sages et du charbon aux méchants. Les enfants lui laissent quelque chose à manger (un sandwich ou tout ce qu'ils auraient sous la main), ainsi que pour son âne volant qui l'aide à distribuer ses cadeaux. Ils ne doivent pas voir la sainte, qui leur jettera des cendres aux yeux s'ils essaient.

### Aux États-Unis
Aux États-Unis, l'Église évangélique luthérienne en Amérique, à la tête de centaines de congrégations scandinaves et allemandes, commémore sainte Lucie le 13 décembre avec cérémonies où on se pare de rouge. Le dimanche le plus proche du 13 est réservé aux processions traditionnelles scandinaves.

### En France
En France, Lucie de Syracuse est généralement peu connue, hors quelques régions comme la Corse. La ville de Montbéliard, tous les ans, fête cette Sainte lors du traditionnel défilé des Lumières, le 13 décembre. Dans la ville de Lyon, la Fête des lumières le 8 décembre est dédiée à la Vierge Marie (Immaculée Conception) et non à sainte Lucie.
En Alsace, la célébration de la fête de sainte Lucie qui avait lieu le 23 décembre avant la réforme du calendrier grégorien en 1582, a probablement entrainé son incorporation dans le folklore de Noël à travers le personnage du Christkindel. Deux personnages accompagnent la visite du Saint Nicolas : le Père Fouettard (Hans Trapp, qui selon la légende représenterait le chevalier Hans von Trotha) qui fait la liste des mauvaises actions passées de l'enfant, et le Christkindel, une femme vêtue de blanc et qui porte une chandelle, qui liste les bonnes actions de l'enfant. Les deux débattent, afin de décider si l'enfant sera puni ou récompensé par des cadeaux. Le personnage du Christkindel est à l'origine du nom alsacien du Christkindelsmärik, le marché de Noël de Strasbourg.
Lors de cette fête, on organise dans les villes et villages alsaciens des défilés aux lampions et des feux de joie, la lumière étant le fil conducteur des manifestations organisées pour l'occasion (on raconte que la Sainte-Lucie annonce aux démons de l’hiver la fin de leur règne et le retour du soleil qui vaincra les ténèbres).   
En plein milieu de la période de l'Avent, le même jour que la Ste Odile (patronne de l'Alsace ), cette fête est l'une des traditions importantes de la saison de Noël.
La fête de Sainte Lucie, placée au moment où les jours sont censés rallonger, serait une sorte de repère dans l’année.

### En Hongrie
Il existait en Hongrie, en plus de la sainte, une figure féminine maléfique, jeteuse de sorts, une sorcière de l'ancienne mythologie hongroise associée à ce jour de la lumière renaissante, la Luca-asszony (« dame Lucie », nom ancien différent du prénom moderne Lúcia). C'est ainsi que ce jour est connu en Hongrie comme le jour de l'année, lié au plus grand nombre de superstitions et sortilèges.
- Selon la croyance ancienne, les jeunes filles et les femmes ne pouvaient pas travailler ce jour-là, et risquaient d'être victime des sorts si elles violaient cette interdiction.
- Le blé de la Sainte-Lucie (Luca-búza) : les femmes faisaient germer près du four, sur de larges plats, des grains de blé qui verdissaient autour de Noël, et on en déduisait la récolte de l'année suivante. Plus tard, à cette habitude s'est mêlée un élément chrétien : l'autel de la messe de Noël était décoré de ce blé de la Sainte-Lucie.
- Le calendrier de la Sainte-Lucie (Luca-naptár) : on surveillait le temps qu'il faisait pendant les 12 jours de la Sainte-Lucie à Noël, car on pensait que chaque jour indiquait le temps d'un mois de l'année suivante.
- En Transdanubie méridionale, les petits garçons faisaient le tour des maisons pour réciter, agenouillés sur de la paille ou du bois volés, leurs souhaits de bonne récolte et d'accroissement du cheptel, dont le premier vers, kity-koty-kity-koty ([kickockickoc]), imitait les poules (kotyolás). La maîtresse de maison leur jetait de l'eau et du maïs, donnés ensuite aux poules. Les jeunes garçons aussi faisaient de même mais masqués (alakoskodás), menés par celui qui avait le masque de la sorcière Luca-asszony, et tout en récitant les vers nécessaires au sortilège de fécondité, ils devaient houspiller les poules pour qu'elles pondent bien.
- La chaise de la Sainte-Lucie (Luca széke) : l'une des habitudes les plus connues aujourd'hui, à travers l'expression proverbiale « se faire aussi lentement que la chaise de la Sainte-Lucie » (lassan készül, mint Luca széke) ; cette chaise devait en effet être fabriquée en taillant les morceaux un peu chaque jour à partir du jour de la Sainte-Lucie, et n'être terminée que le soir de Noël. Selon certaines traditions, elle devait avoir la forme d'un pentacle magique, et être faite de neuf sortes de bois précis. Elle permettait de reconnaître qui jetait des sorts[7]. On pouvait ainsi rechercher les sorcières à la messe de minuit, debout sur la chaise apportée secrètement  en morceaux et assemblée au fond de l'église[8].

### À Sainte-Lucie (Caraïbes)
Cette île des Caraïbes a été découverte par un groupe de navigateurs français le 13 décembre 1502. De par ce fait l'île a été nommée Sainte-Lucie en l'honneur de Sainte-Lucie de Syracuse.
Les habitants de l'île ont ensuite choisi d'adopter le 13 décembre comme étant le "National Day", anciennement "Discovery day". Le "Festival de la Lumière et du Renouveau" est organisé la veille et le jour de cette fête nationale.

## Source
- (en) Cet article est partiellement ou en totalité issu de l’article de Wikipédia en anglais intitulé « Saint Lucy's Day » (voir la liste des auteurs).